# R.C.T.
R.C.T.（アールシテイ、R-CTの表記もある）は、2002年に結成された当時のイエローキャブに所属していたグラビアアイドルユニット。

## 概要
ユニット名の由来は、「R指定」からとされている。ただし、ユニット自体をR指定にする、という意図ではない。
メンバーは幾多の変遷があったが、オリジナルメンバーとしては小林恵美と根本はるみが解散までのメンバーであり、2004年のイエローキャブ分裂で両者が袂を分かった事が解散の要因でもある。この他に森ひろこや北川友美、かわいかおり、五十嵐結花らも在籍した。
『千枚CD』（フジテレビ）の企画で「おあずけ坊やのテント村」（作詞：秋元康）でCDデビュー。その後カバー曲等によるCDを数枚出したが、前述の理由等で2年半という短期間で解散した。

## ディスコグラフィー
- おあずけ坊やのテント村 (C/W)エビゾルゲ
『千枚CD』よりデビュー
- come on come on come on (C/W)Feel the Diamond（feat.八幡えつこ）(2003年6月25日、avex trax)
TBSラジオ954 「ザ・ベースボール」キャンペーンソング
- どうにもとまらない (C/W)君たちキウイ・パパイヤ・マンゴーだね (2003年8月27日、avex trax)
- Turned To Be Around (C/W)Remix Ver.ほか (2004年4月21日 avex trax)

## 映像作品
- おあずけ坊やのテント村／エビゾルゲ (2002年10月17日、ポニーキャニオン) - 音楽ビデオ
- DIVA BLACK (2002年8月31日、アクアハウス)
- 454 (2002年10月17日、ポニーキャニオン)
- Poison (2002年11月22日、TDKコア)
- In deep (2003年5月20日 ラインコミュニケーションズ)
- イエローガールズ R.C.T. 危機一髪! (2003年6月27日、竹書房)
- バーチャル・ビュー ザ・インサイド (2003年7月2日、ポニーキャニオン)
- カバーガールズ (2003年8月20日、コロムビアミュージックエンタテインメント)

## 出版

### 写真集
- BIZ.z（2002年8月、アクアハウス、撮影：奥舜）ISBN 978-4860460631
- キューティーハニーR.C.T. with MEGUMI（2002年12月、講談社、著：永井豪、ダイナミックプロ、撮影：宮澤正明）ISBN 978-4063301861
- Surprise―根本はるみ&R.C.T.写真集（2003年4月、音楽専科社、撮影：井ノ元浩二）ISBN 978-4872791273

## 出演

### CM
- ブロードティーヴィ イメージキャラクター

### テレビ
- 明石家サンタの史上最大のクリスマスプレゼントショー　（フジテレビ）2003年アシスタント
五十嵐結花と北川友美は2002年にも出演

### ラジオ
- TBSラジオ 「954ベースボールエンジェルズ」イメージキャラクター（2003年）
R.C.T.+八幡えつこのスペシャルユニットとして。球団ごとに各メンバーが担当という形になっていた。
  - 横浜：根本はるみ
  - 中日：北川友美
  - 阪神：五十嵐結花
  - ヤクルト：小林恵美
  - 広島：かわいかおり
  - 巨人：八幡えつこ